# John Horne (Historiker)
John Nicholas Horne (* 5. Februar 1949) ist ein britischer Historiker. Er ist emeritierter Professor für neuzeitliche europäische Geschichte am Trinity College im irischen Dublin.

## Leben
Horne studierte von 1968 bis 1971 am Balliol College der Universität Oxford mit Abschluss in Neuzeitlicher Geschichte. Er wurde an der University of Sussex zum Dr. phil. promoviert. Von 1977 bis 1991 war er Dozent für neuzeitliche französische und europäische Geschichte am Trinity College in Dublin; danach war er dort Senior lecturer in Europäischer Geschichte von 1991 bis 1997 und Assistenzprofessor für neuzeitliche europäische Geschichte von 1997 bis 2003.
2003 wurde er am Trinity College zum Professor of Modern European History berufen. Von 2008 bis 2010 war er erster Leiter des von ihm mitbegründeten Centre for War Studies am Trinity College. Daneben hatte er Studienaufenthalte und Gastprofessuren in Princeton (School of Historical Studies), an der Rutgers University, an der École des hautes études en sciences sociales (EHESS) Paris und am Institute of Advanced Studies der Universität Freiburg i. Br.
Horne war 2003 Gründungsmitglied von EURHISTXX, einer Vereinigung europäischer Forschungseinrichtungen, welche die neuzeitliche Geschichte Europas aus vergleichender und transnationaler Perspektive beschreibt.

## Ehrungen und Auszeichnungen
- 2000 Fraenkel Prize in contemporary history (mit Alan Kramer), 2000
- 2005 Marc Bloch Vorlesung an der Ecole des Hautes Etudes en Sciences Sociales, Paris
- 2005 in die Royal Irish Academy gewählt[4]

## Schriften
Monographien
- Labour at War. France and Britain, 1914–1918. Clarendon Press, Oxford 1991, ISBN 0-19-820180-X.
- mit Alan Kramer: German Atrocities, 1914. A History of Denial. Yale University Press, New Haven 2001, ISBN 0-300-08975-9.
  - Deutsche Kriegsgreuel 1914. Die umstrittene Wahrheit. Aus dem Englischen von Udo Rennert, Hamburger Edition, Hamburg 2004, ISBN 3-930908-94-8.

Herausgeberschaften
- mit Robert Gerwarth: Paramilitärische Gewalt in Europa nach dem Ersten Weltkrieg. Wallstein Verlag, Göttingen 2013, ISBN 978-3-8353-1298-2.
- A Companion to World War I. Wiley-Blackwell, Malden u. a. 2010, ISBN 978-1-4051-2386-0.